# Christian Callens
Christian Callens (Bavikhove, 14 augustus 1947) is een Belgisch voormalig wielrenner.

## Carrière
Callens nam tweemaal deel aan de Ronde van Spanje waarvan hij er maar een uitreed. Hij reed een aantal klassiekers zonder opmerkelijke resultaten maar kende in 1972 een boerenjaar waarin hij vijf overwinningen bij de profs behaalde.

## Erelijst

### Baan
| Jaar     | BK                   | EK       | WK       | Overige  |
| Amateurs | Amateurs             | Amateurs | Amateurs | Amateurs |
| -------- | -------------------- | -------- | -------- | -------- |
| 1968     | ploegenachtervolging |          |          |          |

### Weg
1969
- Deerlijk
- Eeklo
- Ingelmunster

1970
- GP Denain
- Sleidinge
- Zomergem

1971
- Vrasene
- Baisieux-Templeuve

1972
- Omloop van de Westkust De Panne
- GP Pino Cerami
- Omloop Mandel-Leie-Schelde
- Grote Prijs Marcel Kint
- GP Briek Schotte

## Resultaten in de voornaamste wedstrijden
| Jaar | Ronde van Italië | Ronde van Frankrijk | Ronde van Spanje |
| ---- | ---------------- | ------------------- | ---------------- |
| 1969 |                  |                     | 49e              |
| 1970 |                  |                     | opgave           |
| 1971 |                  |                     |                  |
| 1972 |                  |                     |                  |

| Jaar | Milaan-San Remo | Parijs-Roubaix |
| ---- | --------------- | -------------- |
| 1969 | 71e             |                |
| 1970 | 92e             |                |
| 1971 |                 |                |
| 1972 |                 | 23e            |

Wielerploegen van Christian Callens
Blockx ·
Callens (vanaf 13/08) ·
Capiau (vanaf 19/08) ·
Coppens ·
Cornet (vanaf 04/09) ·
Coulon (vanaf 04/12) ·
G. David ·
W. David ·
De Block (vanaf 29/05) ·
De Loof ·
De Marteleire ·
Demunster ·
Decan ·
Dedeckere ·
Delaere ·
Donie ·
Foré ·
Furnière ·
Geirland ·
Godefroot ·
Gosselin (vanaf 05/06) ·
Hellebuyck (vanaf 13/08) ·
Hemeryck (vanaf 25/07) ·
Holst (vanaf 09/08) ·
Houbrechts ·
Hutsebaut (vanaf 26/08) ·
Kegels ·
Leman ·
Maes ·
Mahieu (vanaf 27/03) ·
Messelis (vanaf 24/09) ·
Monteyne ·
Nassen ·
Rasson ·
Seeuws ·
Smissaert ·
Sohier ·
Van Audenaerde ·
Van Damme ·
Van de Vijver ·
Van Den Berghe ·
Van Espen ·
Vanclooster ·
Vandromme ·
Vanhoutte ·
Vrancken